# De tamtamkloppers
De tamtamkloppers is het achtentwintigste stripverhaal uit de reeks van Suske en Wiske. Het is geschreven en getekend door Willy Vandersteen.
Het is gepubliceerd in De Standaard en Het Nieuwsblad van 7 april 1953 tot en met 13 augustus 1953, onder de titel De tamtamklopper.
De eerste albumuitgave was in 1953, nog steeds met de oorspronkelijke titel, in de Vlaamse ongekleurde reeks met nummer 19 en een jaar later verscheen het in de Hollandse ongekleurde reeks met nummer 10. In 1964 werd het heruitgegeven in de Vlaamse en Hollandse tweekleurenreeks en in 1969 verscheen volgde een heruitgave in de Vierkleurenreeks met albumnummer 88.

## Personages en uitvindingen
- Suske, Wiske, tante Sidonia, Lambik, Jerom, de vader van Lambik, Arthur, de Stijve Boord, Ju-Jubekesstam, Bolobo de tovenaar, Biebop (leider van de Joerangetangs), Bongo de leeuw

## Uitvindingen
- Vitamitje en de gyronef.

## Locaties
- België, Rotswana (een fictief land in Afrika)

## Het verhaal
De vrienden horen op de radio dat er in het luchtruim van Congo een vliegende koffieboon is gezien. Vliegtuigen van de militaire basis Paloeloekamp hebben foto’s gemaakt en de boon is door hen neergeschoten. De vrienden ontdekken dat het Arthur was, die op weg was naar België om Lambik op te zoeken. 
Lambik vertelt over zijn jeugdjaren met Arthur en hun vader, die dichter was. Onbegrepen door de mensen werd hij in een gesticht in Mortsel geplaatst, maar hij werd bevrijd en woont nu samen met Arthur in Congo. De vrienden merken dat ze worden afgeluisterd, maar de geheimzinnige ontsnapt en ze gaan met de gyronef op weg. Vitamitje wordt meegenomen en de vrienden zien dan de geheimzinnige, met de stijve boord, die ook aan boord blijkt te zijn.
Ze springen uit de gyronef als die wordt meegenomen door de Stijve Boord. In het bos horen de vrienden tamtam-boodschappen over een vliegende aap bij het mangrovebos. Dan ontdekken ze sprekende apen, die iemand gevangen hebben en de persoon voor de krokodillen gooien. Ze redden hem en hij vertelt dat de Joerangetangs de Ju-Jubekes vervolgen. In het mangrovebos vinden de vrienden Jerom met een gewonde Arthur, maar die worden beide door een nijlpaard ingeslikt. Lambik hoort nog net dat zijn vader in een boomhut bij het dorp van de Ju-Jubekes woont. De vrienden moeten door het gebied van de Joerangetangs, en Lambik wordt meegenomen door Vitamitje. Vitamitje schrikt van een leeuw en vlucht. Lambik wordt door een olifant naar de boomhut van zijn vader gebracht.
Lambiks vader krijgt eten van de dorpelingen in ruil voor tamtamliederen, maar dan horen ze tamtamgeluiden. Tante Sidonia, Suske en Wiske zijn door de Joerangetangs gevangengenomen en bij Biebop gebracht. Hij vertelt de vrienden dat hij het geheime medicijn  van de vader van Lambik wil hebben en sluit ze op bij een leeuw. De leeuw heeft echter helemaal geen trek en een kunstgebit, en vind bovendien Sidonia veel te mager.  Lambik vermomt zich als aap en helpt de vrienden ontsnappen. Terug in de boomhut vertelt de vader van Lambik dat de jeugd moderne tamtamliederen wil, hij wordt te oud. Hij had voor zijn oude dag iets in zijn bolhoed verstopt, maar die is hij nu kwijt. Dan zien ze de Stijve Boord bij de boomhut liggen, en ze verzorgen hem. Uit dank vertelt de Stijve Boord dat een Ju-Jubeke de bolhoed heeft en de vrienden gaan naar het dorp.
Alleen de tovenaar Bolobo is afwezig als de vrienden in het dorp komen, hij moet dus de dader zijn. Ze besluiten een kokosnotenkanon te bouwen. Dan komen de Joerangetangs met een leger voor het dorp en Lambik begint een gevecht met Biebop, waarna het leger wordt weggejaagd door het kokosnotenkanon. Niemand ziet hoe de tovenaar het dorp insluipt. ’s Nachts wordt Lambik wakker en ziet Bolobo in de hut, maar die weet weg te komen met de bolhoed. De bolhoed wordt daarna door de Stijve Boord meegenomen en Wiske komt tijdens de achtervolging in een nijlpaard terecht. Daar ziet ze Jerom en Arthur rustig kaarten, ze wachtten tot Arthurs arm genezen is. Samen met Wiske gaan ze naar het dorp als ze horen wat er aan de hand is, en Jerom verslaat het apenleger.
Zonder bolhoed kwijnt de vader van Lambik langzaam weg in bed. Jerom gaat op zoek naar de Stijve Boord. Hij vindt de Stijve Boord en Vitamitje bij de gyronef en neemt ze mee. De Stijve Boord is blij dat Wiske nog leeft en vertelt dat hij van de belastingen is, hij wilde weten hoe rijk de vader van Lambik was en daarom ging hij aan boord van de gyronef. In de bolhoed blijkt de rentekaart van de vader van Lambik verstopt te zijn, zijn pensioen. Dan vertelt de Stijve Boord dat hij juist een groot bedrag aan de vader van Lambik moest geven (het geld wat in het verleden te veel aan de belasting is afgedragen door de vader van Lambik).
De vrienden gaan terug naar huis. Arthur en de vader van Lambik blijven in de boomhut wonen.

## Achtergronden
- Uit het verhaal blijkt dat Lambik en Arthur hun moeder nooit gekend hebben.
- In het verhaal worden ook weer enkele grappen gemaakt met het medium strip als zodanig. Jerom gebruikt zijn tekstballon als parachute. Lambik gomt zijn knuppel uit en tekent er een grotere voor in de plaats. Vervolgens slaat hij Biebop achter een van de prentjes.
- Biebop is een woordspeling op bebop, een moderne jazzstijl.
- Oorspronkelijk speelde dit verhaal zich, net als De vliegende aap af, in Belgisch-Congo. Voor de heruitgave in de vierkleurenreeks werd dit aangepast naar "Rotswana", een toespeling op Botswana.[1] Opvallend is dat in de vierkleurenversie van De vliegende aap Arthur nog in Dongo ('Congo') woonde. De keuze voor een toespeling op Botswana is des te opmerkelijker omdat dit, anders dan Congo, geen Belgische maar een Britse kolonie was.
- In een uitgave voor Nederland wordt het verhaal zelfs in Suriname gesitueerd, wat vreemd is gezien de aanwezigheid van o.a. nijlpaarden, terwijl plaatsen uit België door Nederlandse worden vervangen.
- De Ju-Jubekes is een dialectwoord voor een bepaald soort drop.
- Joerangetangs is de Amerikaans Engelse uitspraak van "orang-oetans".